# Charles-François Hutin
Charles-François Hutin (Paris, 1715 - Dresde, 1776) est un peintre et sculpteur français du XVIIIe siècle.

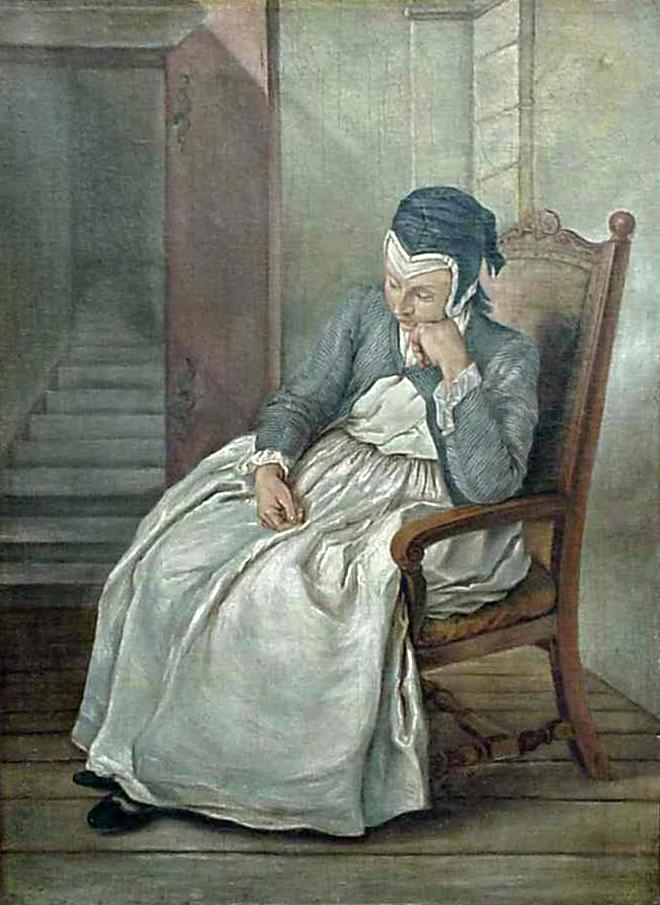
Charles-François Hutin, Femme dans un fauteuil, années 1750, Musée national de Varsovie.

## Biographie
Charles-François Hutin est le fils de François Hutin, peintre de Stanislas, roi de Pologne, et d'Anne-Auguste Hérault (†1771), fille de Charles-Antoine Hérault et de Marie Geneviève de Lens, peintre, admise à la maîtrise en 1721, appelée à l'époque Académie de Saint-Luc.
Tout d'abord destiné à la peinture, il est l'élève de François Lemoyne à Paris, Second prix de Rome en peinture, puis exécute un séjour en Italie entre 1736 et 1743, où il rencontre le sculpteur Slodtz qui l'encourage à pratiquer la sculpture. De retour à Paris, il est agréé à l'Académie Royale de Peinture et de Sculpture en 1744, puis reçu en 1747 avec Charon (Paris, musée du Louvre ; le modèle en plâtre fut présenté au salon de 1746). En 1748, il se rend à Dresde où il devient directeur de l'Académie des Beaux-Arts.